# Disco (álbum de Kylie Minogue)
Disco (estilizado como DISCO) es el decimoquinto álbum de estudio de la cantante australiana Kylie Minogue, publicado el 6 de  noviembre de 2020 por la compañía discográfica Darenote y BMG Rights Management. Apartándose de la influencia country de su anterior trabajo Golden, Disco está inspirado en la música bailable de los años setenta y ochenta, y la electrónica pop bailable de la actualidad.
A pesar del corto tiempo transcurrido desde su lanzamiento, ha llegado a ser considerado por la industria como uno de sus mejores trabajos, y por la crítica como su mejor disco desde Aphrodite.
Exitoso en sus primeros días de publicación, el disco y sus sencillos han llegado a posicionarse en las listas británicas convirtiéndola en la primera mujer en lograr posicionar uno de sus discos en las listas de popularidad cinco décadas seguidas. Adicionalmente teniendo presente su posicionamiento por 6 días consecutivos en Itunes mundial como número 1, ingresando de igual manera por más de 4 días al itunes US y UK como número 1, Disco ha vendido hasta la fecha más de un millón 200 mil copias a nivel mundial
Fue número 1 en varios países, incluyendo su natal Australia, y Reino Unido, Suiza, Alemania, Japón y España; y puesto 1 y 9 en los Estados Unidos según Billboard.
Para promocionar el álbum, Kylie cambió su estilo de cabello, optando por disminuir el largo y por rizarlo. Así mismo lanzó los sencillos «Say Something», «Magic» y «I Love It», y su set de conciertos virtuales Infinite Disco.

## Contenido

### Portada
La foto de cubierta muestra a Minogue con sus manos extendidas hacia su pecho, tocándose los dedos de cada mano. Resalta el cambio en su look, ya que cambió su clásico cabello rubio lacio por ondulaciones rubias. Usa aretes largos y un vestido negro de lentejuelas que descubre su hombre izquierdo. En el centro de la foto aparece un destello de luz azul. El fondo es negro y tiene destellos blancos (a manera de cielo nocturno estrellado).
Cada una de las ediciones especiales del álbum tiene una particularidad, y es que el nombre del álbum y la palabra Kylie cambian de color, así la edición estándar y la japonesa tiene letras blancas, la deluxe letras azules, y otras ediciones letras azul cian. 
El color de los discos de acetato o picture discs en la edición LP también tienen el color de las letras, así la edición deluxe tiene letras y disco de vinilo azules.

## Crítica y recepción
Disco llegó al puesto 2 en el Billboard Sales Albums, siendo el álbum más exitoso de la cantante en los Estados Unidos, desplazando a Fever que llegó al puesto 3. En el Billboard 200, Disco alcanzó la máxima posición en el puesto 9 para después de 4 semanas salir de la lista, siendo su mejor posición desde Aphrodite (2010) que alcanzó la posición 19. Mientras que en el Reino Unido, Australia, Alemania, Países Bajos, España, Portugal, Bélgica, Suiza y Nueva Zelanda llegó al primer puesto de los listados de ventas.
Magic, el tema que abre el disco llegó al puesto 3 en la lista de Mexico Ingles Spray y el 02 en el Euro Digital Songs Sales y en México el puesto 41, Say Something tuvo buena recepción llegando al puesto 15 en el Dance / Mix Show Airplay de Billboard.
El álbum recibió críticas positivas de críticos musicales. En Metacritic, que asigna una calificación normalizada de 100 a las reseñas de los críticos principales, el álbum tiene una puntuación promedio de 81 basada en 16 reseñas, lo que indica "reseñas generalmente favorables". Will Hodgkinson de The Times, describió el álbum como "pura fantasía". Él mismo dijo: "lo mejor de Disco, que llega en un momento en que la esperanza ha sido escasa, es lo optimista que suena". Escrito en The Guardian, Michael Cragg describió a Disco como "saturado por la mezcla sobrenatural de Kylie, a la vez que es de un alto nivel y una sinceridad total", al tiempo que elogió el álbum por su "paleta sonora consistente".
Neil Z. Yeung en AllMusic elogió el álbum por alcanzar los mismos "máximos" que sus álbumes de principios de la década de 2000 y lo consideró un regreso a la forma después de Golden. El crítico de arte Ben Neutze, que escribió para The Guardian el 17 de noviembre de 2020, le otorgó a Disco una calificación de 4 de 5 estrellas y comentó: "Es un álbum apropiado para acumular este hito: una colección de canciones que ejemplifican la alegría catártica eso ha sido fundamental para la marca de Kylie desde el principio. Es la música que te da ganas de bailar, y aunque las pistas de baile donde se reúnen muchos de sus fans están actualmente fuera de los límites, no se siente como una broma. En cambio, es un regalo." 

## Créditos y personal
- Créditos adaptados a las notas del álbum, recogidas en Tidal:[40]

- Grabado en Infinite Studio, Spark Studio, Metropolis Studio y en SARM Studio en Londres y en Pulse Music de Los Ángeles, California.

### Música
| - Kylie Minogue – artista principal, voz, coros (pistas 1, 6, 11), sintetizador (pista 5) - Felicity Adams – coros (pistas 4, 9, 16) - Sky Adams – coros (pistas 4–5, 9, 12, 16), guitarra acústica (pistas 4–5, 7, 9–10, 12, 14–15), sintetizador (pistas 4–5, 7, 9–10, 12–16), batería (pistas 4–5, 7, 9–10, 12–13, 16), programa de percusión (pistas 4, 7, 10, 12), programador (pistas 4–5, 7, 9–10, 12, 15), teclado (pistas 13–15), bajo (pista 15) - Adetoun Anibi – coros (pista 6) - Fiona Bevan – coros (pista 11) - Duck Blackwell – teclado (pista 6, 8), bajo (track 8), batería (track 8), percusión (pista 8), programador (ista 8) - Teemu Brunila – guitarra (pistas 2–3), programador de percusión (pistas 2–3), teclado (pista 13) - Cherokee Campbell – sintetizador (pista 5) - Linslee Campbell – bajo (pistas 4, 7, 12–15), guitarra (pista 13) - Maegan Cottone – coros (pistas 4, 7, 10, 12, 14–15) - Daniel Davidsen – guitarra (pista 1), programador de percusión (pista 1) - Jon Green – coros (pista 6), teclado (pista 6) | - Kiris Houston – bajo (pistas 9, 16), guitarra (pista 9), platillos (pista 9), sintetizador (pista 9), coros (pista 16), teclado (pista 16), sintetizador (pista 16) - Ash Howes – programador (pista 6) - Louis Lion – programador (pista 6) - Troy Miller – coros (pista 11), bajo eléctrico (pista 11), clarinete (pista 11), guitarra (pista 11), percusión (pista 11), batería (pista 11), programador (pista 11), sintetizador (pista 11) - PhD – programador (pista 1) - Johny Saarde – programador (pista 1) - Danny Shah – coros (pistas 12, 16) - Nico Stadi – guitarra (pistas 2–3), bajo (pistas 2–3), teclado (pistas 2–3), programador de percusión (pistas 2–3) - Biff Stannard – coros (pista 6), teclado (pista 6), batería (pista 8) - Thomas Totten – guitarra (pistas 4, 10, 14–15) - Peter Wallevik – guitarra (pista 1), teclado (pista 1), programador de percusión (pista 1) |

### Equipo técnico
| - Kylie Minogue – ingeniería de audio (todas las pistas salvo 1 & 16) - Sky Adams – ingeniería (pistas 4–5, 7, 9–10, 13–16) - Dick Beetham – ingeniería (pistas 1–15) - Duck Blackwell – ingeniería (pista 8) - PhD – ingeniería (pista 1) - Teemu Brunila – ingeniería (pistas 2–3) - Daniel Davidsen – ingeniería (pista 1) | - Guy Massey – ingeniería (pistas 4, 7, 9–15) - Troy Miller – ingeniería (pista 11) - Alex Robinson – ingeniería (pista 1) - Nico Stadi – ingeniería (pistas 2–3) - Biff Stannard – ingeniería (pista 8) - Peter Wallevik – ingeniería (pista 1) |

## Listado de canciones
- Edición estándar

| Disco |                         |                                                                               |                                          |          |  |
| N.º   | Título                  | Escritor(es)                                                                  | Productor(es)                            | Duración |  |
| 1.    | «Magic»                 | Kylie Minogue, Teemu Brunila, Daniel Davidsen, Peter Wallevik y Michelle Buzz | PhD                                      | 4:10     |  |
| 2.    | «Miss a Thing»          | Minogue, Brunila, Nico Stadi, Ally Athern                                     | Brunila, Stadi                           | 3:56     |  |
| 3.    | «Real Groove»           | Minogue, Brunila, Stadi, Alida Gaprestad                                      | Brunila, Stadi                           | 3:14     |  |
| 4.    | «Monday Blues»          | Minogue, Sky Adams, Maegan Cottone, Danny Shah, Linslee Campbell              | Adams                                    | 3:09     |  |
| 5.    | «Supernova»             | Minogue, Adams, Cottone                                                       | Adams                                    | 3:17     |  |
| 6.    | «Say Something»         | Minogue, Richard "Biff" Stannard, John Green, Ash Howes                       | Green, Stannard, Minogue, Duck Blackwell | 3:32     |  |
| 7.    | «Last Chance»           | Minogue, Adams, Cottone                                                       | Adams                                    | 3:03     |  |
| 8.    | «I love it»             | Minogue, Stannard, Blackwell                                                  | Stannard, Blackwell, Minogue             | 3:50     |  |
| 9.    | «Where Does the DJ Go?» | Minogue, Adams, Shah, Kris Houston                                            | Adams, Houston                           | 3:01     |  |
| 10.   | «Dance Floor Darling»   | Minogue, Adams, Cottone, Campbell                                             | Adams,                                   | 3:12     |  |
| 11.   | «Unstoppable»           | Minogue, Fiona Bevan, Troy Miller                                             | Miller                                   | 3:34     |  |
| 12.   | «Celebrate You»         | Minogue, Adams, Shah, Cottone                                                 | Adams                                    | 3:41     |  |
| 41:29 |                         |                                                                               |                                          |          |  |

- Edición Deluxe

| Disco |                          |                                   |                 |          |  |
| N.º   | Título                   | Escritor(es)                      | Productor(es)   | Duración |  |
| 13.   | «Till You Love Somebody» | Minogue, Adams, Brunila, Campbell | Adams, Campbell | 3:02     |  |
| 14.   | «Fine Wine»              | Minogue, Adams, Cottone           | Adams           | 2:44     |  |
| 15.   | «Hey Lonely»             | Minogue, Adams, Cottone           | Adams           | 3:28     |  |
| 16.   | «Spotlight»              | Minogue, Adams, Shah, Houston     | Adams, Houston  | 2:42     |  |
| 53:25 |                          |                                   |                 |          |  |

## Posicionamiento en listas
| Listas (2020)                                           | Mejor posición |
| ------------------------------------------------------- | -------------- |
| Australia (ARIA)                                        | 1              |
| Austria (Ö3 Austria)                                    | 2              |
| Alemania (Media Control Charts)                         | 1              |
| Canadá (Billboard Canadian Albums)                      | 3              |
| República Checa (ČNS IFPI)                              | 4              |
| Países Bajos (Álbum Top 100)                            | 1              |
| España (PROMUSICAE)                                     | 1              |
| Estados Unidos (Billboard 200)                          | 9              |
| Estados Unidos (Top Dance/Electronic Albums Billboard ) | 1              |
| Reino Unido (OCC)                                       | 1              |
| Bélgica (Ultratop flamenca)                             | 3              |
| Francia (SNEP)                                          | 3              |
| Portugal (AFP)                                          | 1              |
| Bélgica (Ultratop valona)                               | 1              |
| Nueva Zelanda (RMNZ)                                    | 1              |
| Suiza (Schweizer Hitparade)                             | 1              |
| Japón (Billboard 100)                                   | 1              |

## Certificaciones
| País        | Organismo certificador | Certificación | Ventas certificadas | Ref    |
| ----------- | ---------------------- | ------------- | ------------------- | ------ |
| Reino Unido | BPI                    | Oro           | 121 715             | [ 59 ] |

## Disco: Guest List Edition
Una reedición del álbum titulada "Disco: Guest List Edition" fue anunciada el 5 de octubre de 2021. Minogue publicó en sus redes sociales un post junto con el anuncio del lanzamiento para el viernes 12 de noviembre de 2021.
El álbum cuenta, además de DISCO en su totalidad, con remixes del trabajo principal (Real Groove, Magic, Say Something, Dance Floor Darling), más los sencillos A Second to Midnight, Kiss of Life y Can't Stop Writing Songs About You, lanzados en octubre y noviembre de 2021. También cambió la portada azul por una donde aparece con sus caracterízticos risos y una prenda rojiza.

### Lista de canciones
| Disco: Guest List Edition |                                                          |                                  |                                                  |          |  |
| N.º                       | Título                                                   | Escritor(es)                     | Productor(es)                                    | Duración |  |
| 17.                       | «A Second to Midnight» (con Years & Years)               |                                  |                                                  | 3:27     |  |
| 18.                       | «Kiss of Life» (con Jessie Ware)                         |                                  |                                                  | 3:13     |  |
| 19.                       | «Can't Stop Writing Songs About You» (con Gloria Gaynor) |                                  |                                                  | 3:04     |  |
| 20.                       | «Real Groove (Studio 2054 remix)» (con Dua Lipa)         |                                  |                                                  | 4:22     |  |
| 21.                       | «Say Something (Basement Jaxx Remix)»                    | Minogue, Stannard, Green, Howes  | Green, Stannard, Blackwell, Basement Jaxx        | 5:22     |  |
| 22.                       | «Say Something (F9 Club Remix)»                          | Minogue, Stannard, Green, Howes  | Green, Stannard, Blackwell                       | 6:34     |  |
| 23.                       | «Say Something (Syn Cole Extended Remix)»                | Minogue, Stannard, Green, Howes  | Green, Stannard, Blackwell, Syn Cole             | 4:04     |  |
| 24.                       | «Magic (Purple Disco Machine Extended Remix)»            | Minogue, Brunita, Davidsen, Buzz | Green, Stannard, Blackwell, Purple Disco Machine | 5:07     |  |
| 25.                       | «Dance Floor Darling (Linslee's Eletric Side Remix)»     |                                  |                                                  | 3:55     |  |

## Historial de lanzamiento
| País   | Fecha                   | Formato                              | Discográfica  | Edición(es)                | Ref.          |
| ------ | ----------------------- | ------------------------------------ | ------------- | -------------------------- | ------------- |
| Varios | 6 de noviembre de 2020  | CD, descarga digital y streaming     | BMG, Darenote | Edición Estándar // Deluxe | [ 63 ] [ 64 ] |
| Japón  | 25 de noviembre de 2020 | CD                                   | Warner Music  | Edición Japonesa           | [ 65 ]        |
| Brasil | 5 de diciembre de 2020  | CD                                   | Warner Music  | Edición Japonesa           | [ 66 ]        |
| Varios | 12 de noviembre de 2021 | CD, LP, descarga digital y streaming | BMG, Darenote | Guest List Edition         | [ 67 ]        |